# Garaventia
Garaventia é um género botânico pertencente à família alliaceae.